# Andy Cohen
Andrew Joseph Cohen (San Luis, Misuri; 2 de junio de 1968) más conocido como Andy Cohen, es un presentador, autor y ejecutivo de televisión estadounidense. A partir de 2012, ha sido vicepresidente ejecutivo de desarrollo y talento en la red de televisión por cable "Bravo", filial de NBC Universal.

## Vida y carrera
Andy Cohen nació en San Luis, Misuri, donde se graduó de la Escuela de Clayton High en 1986. Él es graduado de la Universidad de Boston, donde recibió un el título de Licenciado en periodismo televisivo. Luego, pasó 10 años en CBS News, eventualmente servir como productor ejecutivo de "The Early Show". Cohen también fue productor durante 48 horas de la red y para CBS This Morning. En julio de 2000 fue nombrado Vicepresidente de Programación Original para el trío de red de cable. Cohen comenzó a Bravo en 2005 como Vicepresidente Senior de Programación Original y Desarrollo. Cohen es también un bloguero en la cultura pop, la televisión, los medios de comunicación, y su vida diaria.
Cohen también fue presentador de diversos certámenes de belleza, tales como Miss USA 2011, Miss Universo 2011 y Miss USA 2012, y condujo junto a Giuliana Rancic el concurso Miss Universo 2012.
En marzo de 2014 hizo una breve aparición interpretando a Himeros en el video musical G.U.Y. - An ARTPOP Film de la artista estadounidense Lady Gaga.

### Vida personal
En diciembre de 2018, anunció que se convertiría en padre en 2019 a través de maternidad subrogada. El 4 de febrero de 2019, Cohen le dio la bienvenida a su hijo Benjamin Allen. El 29 de abril de 2022 nació su hija Lucy.